# Битва при Ялу (1894)
Битва на річці Ялу (річка Амнок) (Kōkai-kaisen (яп. 黄海海戦, "Морська битва у Жовтому морі"))   була найбільшою морською битвою Японсько-цінської війни і відбулася 17 вересня 1894 року, на наступний день після перемоги Японії в сухопутній битві при Пхеньяні. У ній брали участь кораблі Імперського флоту Японії та китайського  Бейянського флоту.

## Хід битви
Битва відбулася у Жовтому морі неподалік від гирла Ялуцзяна, а не в самій річці. Серед сучасних джерел немає згоди щодо точної кількості та складу кожного флоту, але обидва вони мали співмірний розмір. Битва вважається однією з найбільших перемог Імперського флоту Японії.